# Ayaka Takahashi

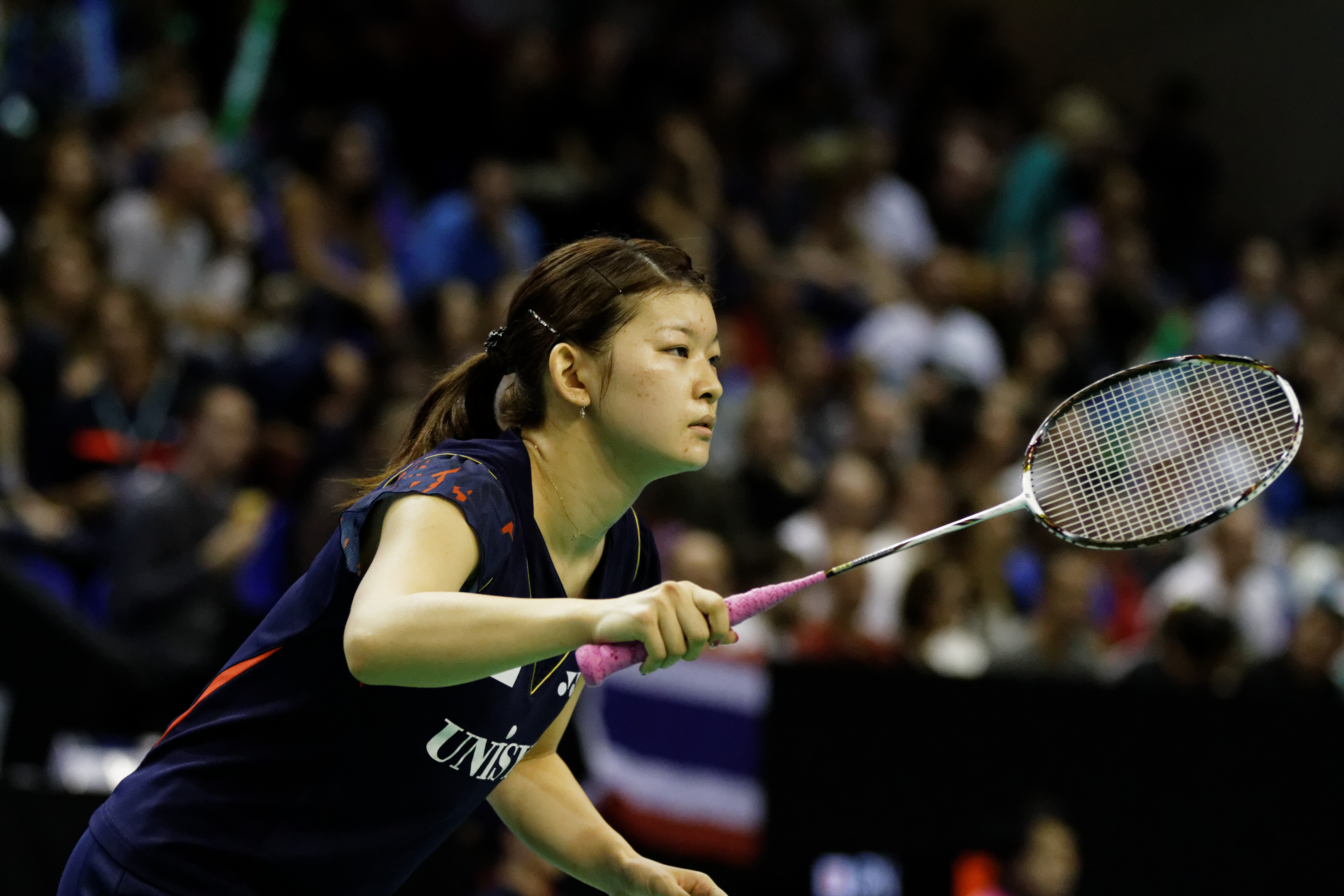
Ayaka Takahashi, French Super Series 2013.

Ayaka Takahashi (jap. 高橋 礼華, Takahashi Ayaka; * 19. April 1990) ist eine japanische Badmintonspielerin.

## Karriere

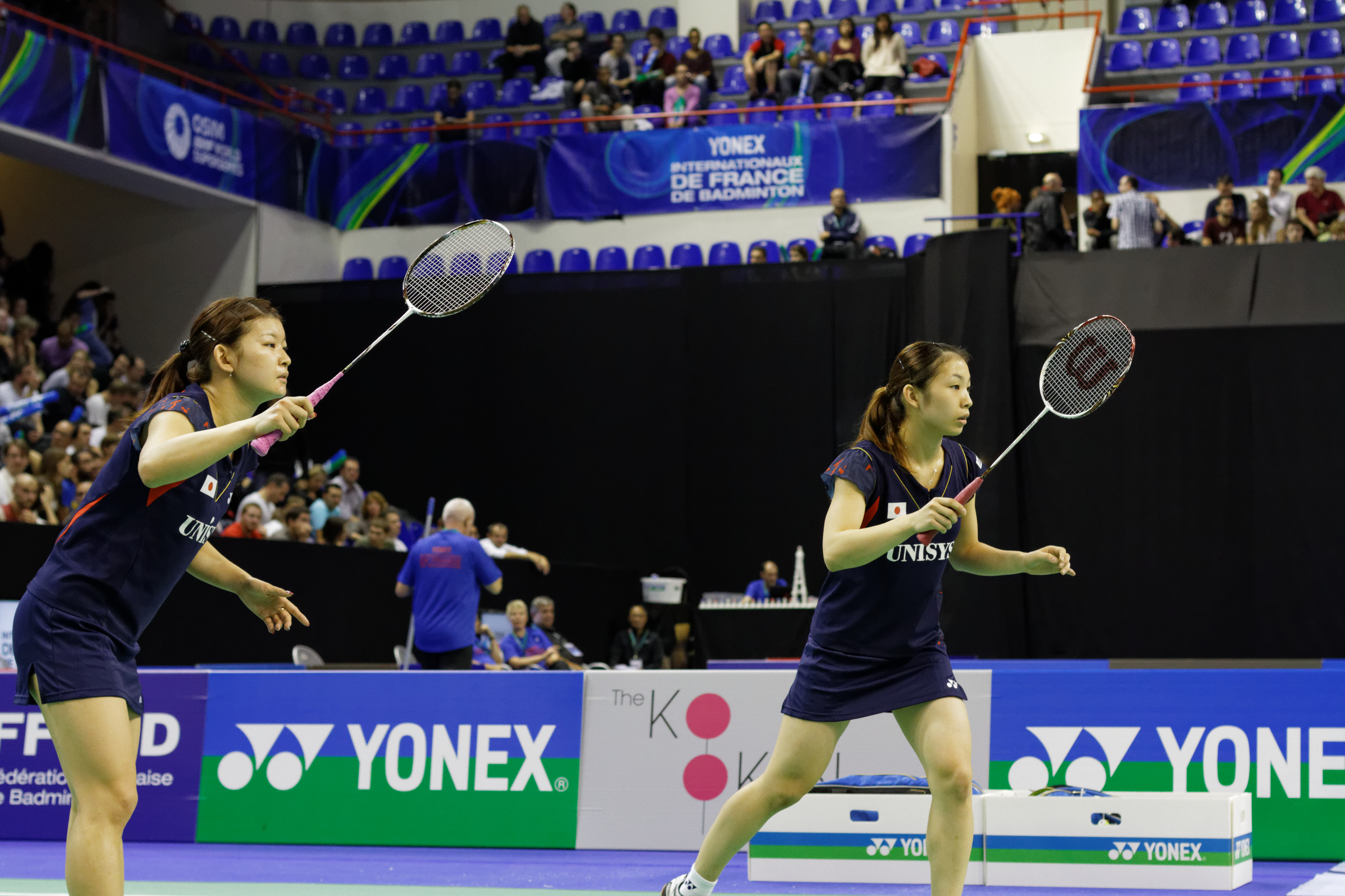
Misaki Matsutomo – Ayaka Takahashi, French Super Series 2013.

Ayaka Takahashi besuchte die katholische St.-Ursula-Mittel- und Oberschule in Sendai, wie ihre späteren Teamkolleginnen Yū Hirayama und Misaki Matsutomo (nur Oberschulstufe). Sie spielt für das Firmenteam von Nihon Unisys.
Ayaka Takahashi gewann 2008 die Waikato International. Bei den North Shore City International desselben Jahres siegte sie im Damendoppel und wurde Dritte im Einzel. Die Belgian International 2009 gestaltete sie im Damendoppel mit Misaki Matsuyomo siegreich. Bei den Australian Open 2010 belegte sie Platz drei im Mixed.

## Sportliche Erfolge
| Saison | Veranstaltung                       | Disziplin         | Platz             | Name                               |
| ------ | ----------------------------------- | ----------------- | ----------------- | ---------------------------------- |
| 2008   | Juniorenweltmeisterschaft           | Damendoppel       | 5                 | Ayaka Takahashi / Koharu Yonemoto  |
| 2008   | Waikato International               | Dameneinzel       | 1                 | Ayaka Takahashi                    |
| 2008   | North Shore City International      | Dameneinzel       | 3                 | Ayaka Takahashi                    |
| 2008   | North Shore City International      | Damendoppel       | 1                 | Ayaka Takahashi / Koharu Yonemoto  |
| 2009   | Belgian International               | Damendoppel       | 1                 | Ayaka Takahashi / Misaki Matsutomo |
| 2009   | India Open Grand Prix               | Damendoppel       | 1                 | Ayaka Takahashi / Misaki Matsutomo |
| 2010   | China Open                          | Damendoppel       | 5                 | Ayaka Takahashi / Misaki Matsutomo |
| 2011   | Russia Open                         | Damendoppel       | 2                 | Ayaka Takahashi / Misaki Matsutomo |
| 2012   | Indonesia Open Grand Prix Gold      | Damendoppel       | 1                 | Ayaka Takahashi / Misaki Matsutomo |
| 2012   | Singapur Open Super Series          | Damendoppel       | Achtelfinale      | Ayaka Takahashi / Misaki Matsutomo |
| 2012   | US Open Grand Prix                  | Damendoppel       | 1                 | Ayaka Takahashi / Misaki Matsutomo |
| 2012   | US Open Grand Prix                  | Gemischtes Doppel | Viertelfinalistin | Ayaka Takahashi / Hiroyuki Endō    |
| 2012   | Canadian Open                       | Damendoppel       | 1                 | Ayaka Takahashi / Misaki Matsutomo |
| 2012   | Canadian Open                       | Gemischtes Doppel | 1                 | Ayaka Takahashi / Ryōta Taohata    |
| 2012   | Indonesia Open Grand Prix Gold      | Damendoppel       | 1                 | Ayaka Takahashi / Misaki Matsutomo |
| 2012   | Japan: Einzelmeisterschaften        | Damendoppel       | 1                 | Ayaka Takahashi / Misaki Matsutomo |
| 2012   | Denmark Open Super Series Premier   | Damendoppel       | 1                 | Ayaka Takahashi / Misaki Matsutomo |
| 2012   | French Open Super Series            | Damendoppel       | Viertelfinalistin | Ayaka Takahashi / Misaki Matsutomo |
| 2012   | China Open Super Series             | Damendoppel       | Viertelfinalistin | Ayaka Takahashi / Misaki Matsutomo |
| 2012   | Hong Kong Open Super Series         | Damendoppel       | Viertelfinalistin | Ayaka Takahashi / Misaki Matsutomo |
| 2012   | BWF Super Series                    | Damendoppel       | Viertelfinalistin | Ayaka Takahashi / Misaki Matsutomo |
| 2012   | Japan: Einzelmeisterschaften        | Damendoppel       | 1                 | Ayaka Takahashi / Misaki Matsutomo |
| 2013   | Korea Open Super Series             | Damendoppel       | Viertelfinalistin | Ayaka Takahashi / Misaki Matsutomo |
| 2013   | Malaysia Open Super Series          | Damendoppel       | 2                 | Ayaka Takahashi / Misaki Matsutomo |
| 2013   | German Open                         | Damendoppel       | Halbfinalistin    | Ayaka Takahashi / Misaki Matsutomo |
| 2013   | Indonesia Open Super Series Premier | Damendoppel       | Viertelfinalistin | Ayaka Takahashi / Misaki Matsutomo |
| 2013   | India Open Super Series             | Damendoppel       | 2                 | Ayaka Takahashi / Misaki Matsutomo |
| 2013   | Singapur Open Super Series          | Damendoppel       | 2                 | Ayaka Takahashi / Misaki Matsutomo |
| 2016   | Olympische Sommerspiele             | Damendoppel       | 1                 | Ayaka Takahashi / Misaki Matsutomo |